# Villarrobledo
Villarrobledo (oficialment Villarrobledo de la Vega) és un municipi de la província d'Albacete, a la comunitat autònoma de Castella la Manxa.
Es troba a la mancomunitat de La Mancha del Júcar-Centro, al nord-oest de la província i fent frontera amb les províncies de Conca i Ciudad Real. Segons l'INE, l'any 2013 tenia 26.513 habitants, fent de Villarrobledo el tercer municipi més gran en nombre d'habitants de la província, per darrere d'Albacete i Hellín. El seu terme municipal és un dels més grans d'Espanya.

## Història
Encara que dins de l'actual terme municipal existeixen vestigis sòlids de gairebé totes les cultures històriques que han poblat la península Ibèrica, testificant poblaments -més o menys estables i importants- des del Paleolític inferior; l'actual ciutat es va fundar o repoblar a 1292, per part dels habitants del proper poble medieval de Villarejo de San Nicolás, prop d'una espèsa roureda, amb el nom de Robrediello. Cap a 1440 va rebre de Joan II de Castella, per primera vegada, el títol de vila. En 1454 Joan Pacheco la va comprar, l'anexiona al Marquesat de Villena i li va despullar dels seus drets i privilegis, convertint-la en llogaret de Belmonte.
| «                                                                     | ...nos fecistes relacion que el Rey Don Juan, nuestro Señor e padre,... ovo aparatado e essemido de la juresdiscion de la Cibdad de Alcaraz essa dicha Villa e la ovo fecho Villa por si e fizo merced della al Maestre Don Rodrigo Manrique, el qual dicho Maestre desis que la ovo vendido a Don Joan Pacheco, Maestre que fue de Santiago, e el dicho Maestre diz que la fizo Aldea de la Villa de Belmonte... | » |
| — Reis Catòlics, Privilegios de la Villa de Villa-Robledo de la Vega. | |   |

En 1475 els villarrobletans es van aixecar en armes contra el Marquès de Villena i a favor dels Reis Catòlics; aquesta mostra de lleialtat li servirà a Villarrobledo per a rebre el seu segon títol de vila, denominant-se des de llavors Villa de Villa- Robledo de la Vega. Cap a 1480 Abu-l-Hàssan Alí ibn Sad Muley Hacen va donar foc i saquejar la vila. Totes aquestes circumstàncies van motivar que la ciutat participés en la Guerra de Granada amb un important contingent humà i recolzés econòmicament als Reis.
Durant el segle xvi i fins a la meitat del xvii, la Vila viu un dels seus moments d'esplendor i creixement demogràfic i econòmic que es cristal·litza en l'erecció d'obra civil i religiosa molt diversa. En 1543 es va ampliar el seu terme municipal, adquirint l'extensió que té avui dia. Durant el segle xvii Villarrobledo sofreix una catàstrofe demogràfica sense precedents arribant a perdre quatre cinquenes parts de la seva població en menys de quatre dècades. Entre 1610 i 1649 passa de tenir 15000 habitants a tot just 3000.
És en el segle xix quan Villarrobledo torna a viure fets de certa rellevància que van traspassar les seves fronteres. En 1810 (5 de setembre i 8 de desembre) les tropes franceses prenen la vila, efectuant saquejos i desordres. En 1812 (16 i 17 de març) es produeix una acció bèl·lica, dintre de la vila, entre tropes franceses i les tropes del Comandant de l'Escuadrón Franco de Húsares de Valdepeñas Francisco Abad "El Chaleco". Aquest mateix any (del 17 al 20 d'agost) en la fugida de tota la seva Cort cap a València, la Vila rep a un dels seus visitants més il·lustres: Josep I Bonaparte. En la ciutat és on es van concentrar el Convoy real i les tropes franceses que venien des de Madrid per camins separats. La intenció del Rei, des de la seva Caserna General en Villarrobledo, era recomposar els seves exèrcits.
En 1836 es produeix la Batalla de Villarrobledo que va constituir la major derrota que van sofrir el General Miguel Gómez Damas i Ramon Cabrera i Grinyó en la seva expedició doncs a les enormes baixes cal sumar molt importants pèrdues a la seva cavalleria, 2000 fusells i bastant munició. En 1858 la reina Isabel II d'Espanya visita Villarrobledo i inaugura la seva estació de ferrocarril. Aquest segle conclou en 1898 en la Vila de la pitjor manera possible: durant el transcurs d'una Vaga revolucionària (el 8 i 9 de maig) es produeixen diversos desordres i atemptats.

## Festes i tradicions
Les festes de Carnestoltes i la Setmana Santa són les festes locals més importants. A Villarrobledo té lloc també el festival de música Viña Rock.